# The Beautiful Game (film)
The Beautiful Game är en amerikansk-brittisk sport- och dramafilm från 2024. Filmen är regisserad av Thea Sharrock efter ett manus skrivet av Frank Cottrell Boyce. Filmen hade premiär på strömningstjänsten Netflix den 29 mars 2024.

## Handling
Filmen kretsar kring en grupp personer som för att få slut på hemlöshet anordnar en årlig turnering för hemlösa män i en serie fotbollsmatcher som kallas VM för hemlösa.

## Rollista (i urval)
- Bill Nighy – Mal
- Micheal Ward – Vinny
- Valeria Golino – Gabriela
- Callum Scott Howells – Nathan
- Kit Young – Cal
- Tom Vaughan-Lawlor – Kevin
- Susan Wokoma – Protasia
- Cristina Rodlo – Rosita
- Sian Reese-Williams – Sian